# Adramelech (Gottheit)
Adramelech (auch Adrammelech, Adramalech oder Adrammelek, von Adar-malik = ‚herrlicher König‘) ist ein Gott aus der assyrischen Mythologie, er wird zur Zeit der Wiederbesiedlung durch assyrische Kolonisten oder Deportierte erwähnt. Er gehört zur Gruppe der Ba’alim, d. h. der Meister oder Herrscher.
In der Bibel erwähnt das 2. Buch der Könige Kinderopfer zu seinen Ehren. Auch in Moab assoziierte man ihn, gemeinsam mit der Gottheit Anamelech, mit Menschenopfern. In der Bibel wurde ihm eine Verwandtschaft mit dem assyrischen Moloch zugeschrieben.